# Mike Weinberg
Michael Andrew Weinberg  (* 16. Februar 1993 in Los Angeles) ist ein ehemaliger US-amerikanischer Kinderdarsteller und Schauspieler.

## Karriere
Seinen ersten Fernsehauftritt hatte Weinberg 1999 in der Serie Oh Baby. Seitdem war er in verschiedenen Filmen, beispielsweise Kevin – Allein gegen alle, dem vierten Teil der berühmten Kevin-Reihe, zu sehen. Auch in Fernsehserien wie Eine himmlische Familie oder Für alle Fälle Amy hatte er Gastauftritte. Zudem war Weinberg in zahlreichen Werbespots, z. B. für McDonald’s, zu sehen.

## Filmografie (Auswahl)
- 1999: Oh Baby als Junger Ernie
- 1999: Emergency Room – Die Notaufnahme (ER)
- 2000: Spooky House
- 2000: Für alle Fälle Amy (Judging Amy)
- 2000: Family Law
- 2000: Dark Angel (Dark Angel)
- 2001: Das Haus am Meer (Life as a House)
- 2001–2002: Eine himmlische Familie (7th Heaven)
- 2002: Stolen Summer – Der letzte Sommer (Stolen Summer)
- 2002: Kevin – Allein gegen alle (Home Alone 4)
- 2003–2004: Line of Fire
- 2004: Scrubs – Die Anfänger (Scrubs)
- 2006: Hotel Zack & Cody (The Suite Life of Zack and Cody)